# Almindelig figen
Almindelig figen (Ficus carica), nogen gange bare kaldet figen, er et asiatisk træ. De figen-frugter man kan købe til spisning er fra dette træ.

## Dyrkning i Danmark
Figentræet er en sydlansk varmeelskende plante, så det kræver den rette kultivar at dyrke i Danmark. Der findes diverse kultivarer af figen; den mest egnede til danske forhold er den velkendte kultivar Brown Turkey.
Det er lidt varmere på Bornholm end i resten af Danmark, så det er meget mere udbredt at dyrke figen på Bornholm, heraf begrebet bornholmerfigen. Begrebet bornholmerfigen synes nogen gange at dækkke over enhver figenplante som vokser på Bornholm, men Gartnertidende siger at bornholmerfigen er synonym for kultivaren Brown Turkey.